# Acrolophus ferruginea
Acrolophus ferruginea är en fjärilsart som beskrevs av Walsingham 1887. Acrolophus ferruginea ingår i släktet Acrolophus och familjen Acrolophidae. Inga underarter finns listade i Catalogue of Life.